# Memorijalni centar genocida Nyamata
Memorijalni centar genocida Nyamata nalazi se oko 30 km južno od Kigalija u Ruandi, u blizini bivše crkve,, koji obilježava sjećanje na genocid u Ruandi 1994. Ovdje su pokopani posmrtni ostaci 50.000 ljudi.

## Mjesto
Centar se nalazi oko nekadašnje crkve stare oko 30 km južno od Kigalija u Ruandi, koji obilježava sjećanje na genocid u Ruandi 1994. Ovaj spomenik je jedan od šest nacionalnih memorijalnih mjesta u Ruandi koja obilježavaju genocid u Ruandi. Ostali su Memorijalni centar genocida Murambi, Memorijalni centar genocida Bisesero, Memorijalni centar genocida Ntarama, Memorijal genocida u Kigaliju i Memorijalni centar genocida Nyarubuye. U Ruandi postoji više od 250 registriranih spomen-mjesta koja obilježavaju genocid.

## Povijest
Genocid u Ruandi započeo je u travnju 1994. Ovdje su se okupljali mnogi Tutsi ljudi jer su se crkve smatrale sigurnim mjestom. Ovdje se okupilo oko 10.000 ljudi te su se zaključali radi sigurnosti. Zidovi crkve danas pokazuju kako su počinitelji napravili rupe u zidovima crkve kako bi se u crkvu bacali granate. Nakon toga su ljudi koji su bili unutra ili ustrijeljeni ili ubijeni mačetama. Na stropu crkve vide se rupe od metaka, a oltarno platno još uvijek je umrljano krvlju ubijenih ljudi. Većina posmrtnih ostataka je pokopana. Uz pomoć osobnih iskaznica žrtve su identificirane  kao Tutsi ili Hutui.

## Vanjske poveznice
- Dan oslobođenja Nyamata, panoramsko putovanje 2014., The Guardian
- Arhiv genocida u Ruandi  Arhivirana inačica izvorne stranice od 20. srpnja 2020. (Wayback Machine)